# Allosteria

Hemoglobina w stanach T (forma deoxy) i R (forma oxy). Przyłączenie jednej cząsteczki tlenu powoduje przejście hemoglobiny z formy T do formy R, co ułatwia przyłączanie się kolejnych cząsteczek tlenu

Allosteria, allosteryczność (gr. ἄλλως allos ‘inny’, στερεός stereós ‘przestrzeń’) – zmiana powinowactwa chemicznego białka do cząsteczek (na przykład enzymów do substratów lub białek transportowych do ich ładunku) przez zmianę konformacji.
Efekty allosteryczne odgrywają istotną rolę w regulacji aktywności enzymatycznej. Przykładem jest inhibicja allosteryczna, czyli obniżenie aktywności katalitycznej enzymu w wyniku zmiany jego konformacji spowodowanej przyłączeniem się inhibitora do miejsca innego niż miejsce aktywne.